# 2022 EB5
2022 EB5 var en jordnära asteroid i huvudbältet som upptäcktes den 11 mars 2022 av den ungerske astronomen Krisztián Sárneczky vid Piszkéstető-observatoriet. Asteroiden upptäcktes några få timmar innan den gick in i jordens atmosfär och brann upp.
Den tillhörde asteroidgruppen Apollo.